# قاتل الشياطين: كيميتسو نو يايبا (مسلسل تلفزيوني)
قاتل الشياطين: كيميتسو نو يايبا (鬼滅の刃 ،Kimetsu no Yaiba) هو مسلسل أنمي ياباني من إنتاج يوفوتيبل مستند إلى سلسلة المانغا التي تحمل الاسم نفسه، والتي ألفها كويوهارو غوتوغي. تدور أحداثه حول المراهق تانجيرو كامادو، الذي يسعى لأن يصبح قاتل شياطين بعد مذبحة أودت بحياة عائلته، وتحول شقيقته الصغرى نيزوكو إلى شيطان.
عُرض الموسم الأول من المسلسل لأول مرة في أبريل 2019 وبُث على قناة طوكيو إم إكس وشبكات أخرى والموسم الثاني على فوجي تي في. حصلت أنيبلكس أوف أمريكا على حقوق التوزيع في أمريكا الشمالية، وعُرضت النسخة الإنجليزية المدبلجة ضمن فقرة تونامي على أدلت سويم في الولايات المتحدة.